# NEK2
NEK2 (англ. NIMA related kinase 2) – білок, який кодується однойменним геном, розташованим у людей на короткому плечі 1-ї хромосоми.  Довжина поліпептидного ланцюга білка становить 445 амінокислот, а молекулярна маса — 51 763.
| 10         |  | 20         |  | 30         |  | 40         |  | 50         |
| ---------- |  | ---------- |  | ---------- |  | ---------- |  | ---------- |
| MPSRAEDYEV |  | LYTIGTGSYG |  | RCQKIRRKSD |  | GKILVWKELD |  | YGSMTEAEKQ |
| MLVSEVNLLR |  | ELKHPNIVRY |  | YDRIIDRTNT |  | TLYIVMEYCE |  | GGDLASVITK |
| GTKERQYLDE |  | EFVLRVMTQL |  | TLALKECHRR |  | SDGGHTVLHR |  | DLKPANVFLD |
| GKQNVKLGDF |  | GLARILNHDT |  | SFAKTFVGTP |  | YYMSPEQMNR |  | MSYNEKSDIW |
| SLGCLLYELC |  | ALMPPFTAFS |  | QKELAGKIRE |  | GKFRRIPYRY |  | SDELNEIITR |
| MLNLKDYHRP |  | SVEEILENPL |  | IADLVADEQR |  | RNLERRGRQL |  | GEPEKSQDSS |
| PVLSELKLKE |  | IQLQERERAL |  | KAREERLEQK |  | EQELCVRERL |  | AEDKLARAEN |
| LLKNYSLLKE |  | RKFLSLASNP |  | ELLNLPSSVI |  | KKKVHFSGES |  | KENIMRSENS |
| ESQLTSKSKC |  | KDLKKRLHAA |  | QLRAQALSDI |  | EKNYQLKSRQ |  | ILGMR      |

A: Аланін

C: Цистеїн

D: Аспарагінова кислота

E: Глутамінова кислота

F: Фенілаланін

G: Гліцин

H: Гістидин

I: Ізолейцин

K: Лізин

L: Лейцин

M: Метіонін

N: Аспарагін

P: Пролін

Q: Глутамін

R: Аргінін

S: Серин

T: Треонін

V: Валін

W: Триптофан

Кодований геном білок за функціями належить до трансфераз, кіназ, серин/треонінових протеїнкіназ, фосфопротеїнів. 
Задіяний у таких біологічних процесах як клітинний цикл, поділ клітини, мітоз, розходження хромосом, мейоз, поліморфізм. 
Білок має сайт для зв'язування з АТФ, нуклеотидами, іонами металів, іоном магнію. 
Локалізований у цитоплазмі, цитоскелеті, ядрі, хромосомах, центромерах, кінетохорі.